# Ahmed El Ghazi
Ahmed El Ghazi , né dans la wilaya de Tlemcen, est un moudjahid, membre du MALG sous le commandement de Abdelhamid Boussouf, durant la Révolution Algérienne, puis 9e wali d'Alger après l'indépendance. 

## Itinéraire
| N° | Fonction           | Début              | Fin             |
| -- | ------------------ | ------------------ | --------------- |
| 01 | Wali de M'Sila     |                    | 31 août 1978    |
| 02 | Wali de Guelma     | 1er septembre 1978 | 26 janvier 1980 |
| 03 | Wali d'Alger       | 26 janvier 1980    | 30 janvier 1984 |
| 04 | Wali de Tizi Ouzou | 30 janvier 1984    | 26 juillet 1989 |